# Ciboneya nuriae
Ciboneya nuriae is een spinnensoort uit de familie trilspinnen (Pholcidae). De soort komt voor in Cuba.